# Aimée Van de Wiele
Aimée van de Wiele (Brussel 8 maart 1907 - Parijs 1991) was een Belgisch-Franse klaveciniste.

## Levensloop
Van de Wiele studeerde aan het Koninklijk Conservatorium van Brussel, waarna ze haar studies voortzette aan het Conservatoire de Paris bij Wanda Landowska (1879-1959) (klavecimbel) en André Pirro (compositie).
Haar eerste ambitie om te componeren werd enigszins opzij geschoven toen zij, in het kielzog van haar leermeesteres, een van de pioniers werd van de herontdekking van het klavecimbel.
Ze gaf vele jaren les aan het Parijse Conservatorium en heeft heel wat opnamen geregistreerd van Bach, Rameau en anderen op een modern Pleyel-klavecimbel. 
In 1965 nam ze deel aan de jury voor het eerste internationale klavecimbelconcours in het kader van het Musica Antiqua Festival in Brugge.

## Discografie
- Le Livre D'Or Du Clavecin
- Concert Champêtre voor klavecimbel en orkest van Francis Poulenc
- Francois Couperin